# 大庆路街道 (濮阳市)
大庆路街道，是中华人民共和国河南省濮阳市华龙区下辖的一个乡镇级行政单位。

## 行政区划
大庆路街道下辖以下地区：
扶余社区、祥和社区、胜利新村社区、四达社区、赵村社区、申庄社区、贾庄社区、辛庙社区、都市花园社区、华府山水社区和江汉社区。